# Hypericum kelleri
Hypericum kelleri är en johannesörtsväxtart som beskrevs av Antonio Baldacci. Hypericum kelleri ingår i släktet johannesörter, och familjen johannesörtsväxter. Inga underarter finns listade i Catalogue of Life.